# 卡鲁卡里乌帕齐拉
卡鲁卡里是孟加拉国的一个乌帕齐拉，位於达卡专区的拉杰巴里县。該烏帕齊拉建於2010年。

## 地理
卡魯卡里位於博多河南岸，北鄰巴布纳县、苏贾纳格尔乌帕齐拉，南接巴利亚坎迪乌帕齐拉。